# Покидая Неверленд
«Покидая Не́верленд» (англ. Leaving Neverland) — документальный фильм 2019 года, режиссёром и продюсером которого выступил Дэн Рид. Он посвящён двум мужчинам, Уэйду Робсону и Джеймсу Сейфчаку, которые утверждают, что, будучи детьми, подвергались сексуальному насилию со стороны певца Майкла Джексона.
Фильм является продуктом совместного производства британского телеканала Channel 4 и американской телекомпании HBO. Вслед за премьерой на кинофестивале «Сандэнс» 25 января 2019 года фильм был показан в США в двух частях 3 и 4 марта. Их показ в Великобритании состоялся 6 и 7 марта 2019 года. В России 15 марта фильм должны были показать на Первом канале, однако его сняли с эфира и перенесли премьеру в интернет.
В 2025 году вышло продолжение фильма — «Покидая Неверленд 2: Пережить Майкла Джексона».

## Предыстория

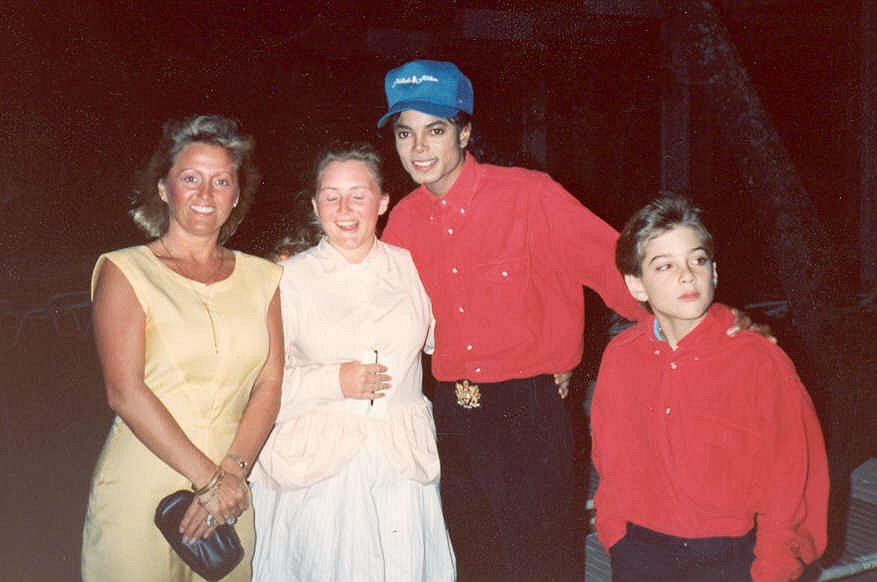
Джексон и Джеймс Сейфчак (справа) на Гавайях, январь 1988 года

В 1993 году во время уголовного расследования по вопросу, касающегося предполагаемого растления несовершеннолетнего мальчика по имени Джордан, Робсон в интервью сделал заявление в защиту певца, утверждая, что никогда не подвергался приставаниям с его стороны. Не зная, выдвинут ли Майклу Джексону уголовные обвинения в результате расследования, его адвокаты пытались отсрочить рассмотрение гражданского иска с целью дать артисту возможность сначала отстоять свое имя в уголовном процессе (если он случится) перед не предвзятым судом присяжных. Однако в отсрочке рассмотрения гражданского иска им было отказано. В итоге команда адвокатов Джексона настояла на урегулировании гражданского иска, чтобы снизить риски в возможном уголовном процессе и заплатила семье Чандлеров 15 миллионов долларов. Однако после получения денег Джордан добровольно отказался свидетельствовать против Майкла, но уголовное расследование продолжилось и два собранных окружным прокурором больших жюри не нашли оснований для выдвижения Майклу каких бы то ни было обвинений. Майклу Джексону не были предъявлены обвинения несмотря на то, что было уголовное расследование, длившееся больше года и опрос около 400 свидетелей.  Робсон в интервью высказался в защиту певца. Позже, когда в 2003 году против Джексона были выдвинуты обвинения в совращении несовершеннолетних, Уэйд Робсон и другие свидетели дали показания в защиту певца. Майкл был оправдан по всем пунктам обвинения. Сейфчак не был вызван в суд для дачи показаний.  Лишь спустя четыре года после смерти Джексона, в 2013 году, Робсон сенсационно заявил в том, что по просьбе Джексона  лжесвидетельствовал в суде в его защиту, до этого он активно выступал и писал в соцсетях слова уважения и благодарности Майклу, так же делал трибьюты (дань уважения).  Сейфчак и Робсон утверждают, что на протяжении многих лет подвергались растлению со стороны Майкла Джексона.

## Сюжет
В основе сюжета фильма «Покидая Неверленд» лежат истории жизни Уэйда Робсона и Джеймса Сейфчака, которые они сами и их родные рассказывают, начиная от их знакомства с Майклом Джексоном в возрасте 5 и 8 лет соответственно, и заканчивая  заявлением в лжесвидетельстве после его смерти. Робсон познакомился с Джексоном, когда исполнил на конкурсе один из фирменных танцев певца; Сейфчак познакомился с Джексоном, когда они оба снимались в рекламном клипе Pepsi. Оба мальчика, вместе с их семьями, были в разное время приглашены Джексоном к нему домой. Затем приглашения участились, семьи стали гостить у Джексона с ночевкой, затем мальчикам было разрешено спать в спальне Джексона наедине с ним. Родители мальчиков объясняли это странное разрешение тем, что Майкл Джексон сам казался им ребёнком, невзрослым, добрым и безобидным, хотя на тот момент он был уже взрослым мужчиной в возрасте за 30. В фильме Робсон и Сейфчак подробно излагают драматичные истории своих многолетних сексуальных и человеческих взаимоотношений с Джексоном. Они рассказывают о глубокой эмоциональной привязанности к Джексону, которая возникла у них в результате этих отношений, и которая заставила одного из них лжесвидетельствовать в суде в его пользу и скрывать совершенное им преступление. Кроме того, по словам мальчиков, Джексон внушал им, что если кто-то узнает об их связи, то они все попадут в тюрьму. Много внимания в фильме уделяется и матерям Робсона и Сейфчака.
Во второй серии фильма освещается также жизнь Робсона и Сейфчака после смерти Майкла Джексона, их трудный путь от полного отрицания до публичного заявления. По словам и Робсона, и Сейфчака, это рождение собственных детей подтолкнуло их к полному переосмыслению их отношений с Джексоном, которые до этого не казались им такими насильственными и преступными. Кроме этого, Сейфчак говорит, насколько невыносимым стало со временем хранение в себе этой тайны. Описываются психические и психологические проблемы, к которым пришли Робсон и Сейфчак во взрослой жизни. Фильм завершается описанием разлада в семье Робсона, который возник из-за его заявления, поскольку его брат и сестра обвинили свою мать в том, что это по её вине и её недосмотру над Уэйдом было совершено данное преступление.

## Премьера
Премьера состоялась на кинофестивале Sundance 25 января 2019. Режиссёр Дэн Рид сказал: «Этим двум людям потребовалось большое мужество, чтобы рассказать свои истории, и я не сомневаюсь в их достоверности. Я считаю, что любой, кто посмотрит этот фильм, увидит и почувствует эмоциональную нагрузку, лежащую на этих людях и их семьях, и оценит силу, необходимую, чтобы открыть такие тайны». Кроме того, на премьере режиссёр сказал, что, снимая фильм, специально ограничился представлением в нём только свидетельств Робсона и Сейфчака, не предоставляя трибуну защитникам Джексона, чтобы не запутывать зрителя.

## Отзывы кинокритиков
В целом фильм был позитивно принят, на сайте Rotten Tomatoes он получил оценку одобрения 98 %, основанную на 95 рецензиях, оценка зрителей составила 7,97/10. Оуэн Глайберман из Vanity Fair, описал историю Робсона и Сэйфчака как «потрясающе мощную и убедительную» Хэнк Стувер из The Washington Post охарактеризовал фильм как «захватывающий» и «опустошающий», в конце написав: «Выключите музыку и послушайте этих людей» Мелани МакФарлэнд с сайта Salon написала: «Задумка фильма была не только в том, чтобы дать возможность этим людям и их семьям рассказать свою историю во всей ее мучительной полноте, но и в том чтобы поставить зрителя на место каждого, кто был захвачен мечтой, а теперь оставлен перед тернистой реальностью того, что мы знаем сейчас». Мюттью Гилберт из The Boston Globe писал, что фильм не особенно креативный, но в то же время восхищался тем, как раскрыты эмоции главных героев «включая самые темные чувства страха, отрицания и стыда». Журналист The Hollywood Reporter Дэниел Файнберг отметил, что «Покидая Неверленд» «о том, что в течение 20 с лишним лет Робсон и Сейфчак держали в секрете, лгали, скрывая правду, и ущерб, который это нанесло, сопоставим с самими предполагаемыми преступлениями [Джексона]», он заключил: «сомнительно, что вы будете чувствовать себя по-прежнему после просмотра». Telegraph присудил фильму 5/5, описав его как «ужасающую картину жестокого обращения с детьми».
Были и некоторые негативные и смешанные отзывы. Критик Rolling Stone Дэвид Фир, в частности, писал: «Предлагая этим людям трибуну, этот фильм явно занял определённую сторону». Кинокритик сайта Worldofreel.com Джордан Ралми в своём обзоре написал: «Рид с помощью Робсона и Сейфчака нарисовал Джексона серийным растлителем, этот фильм создан для того, чтобы шокировать публику. При этом, ни в самой ленте, ни в обзорах критиков не упоминается сомнительное прошлое этих обвинителей. Им не задали ни одного неудобного вопроса», — пишет кинокритик. Критик IndieWire Дэвид Эрлих написал, что фильм был «сухим» и «вряд ли великим кино», однако, назвав его «важным документом для культуры, которая до сих пор не может ясно видеть себя в тени Майкла Джексона».

## Реакция Фонда наследия Майкла Джексона
Уже через несколько часов после премьеры фильма от Фонда наследия Майкла Джексона (англ. Michael Jackson Estate), принадлежащего семье Майкла Джексона, вышел пресс-релиз, в котором представители Фонда заявляли, что данный фильм — лишь продолжение преследования жёлтой прессой Майкла Джексона, продолжающееся и после его смерти. В пресс-релизе также, в частности, говорилось, что Робсон и Сейфчак под присягой давали показания, которые теперь отрицают; что их нынешняя мотивация — это лишь желание внимания и денег, а также, возможно, месть Робсона за то, что тот не получил роль в шоу, которое принадлежит Фонду наследия Майкла Джексона; что в фильме «Покидая Неверленд» не представлены никакие вещественные доказательства и не предоставлена возможность выступить защитникам Майкла Джексона.
В феврале 2019 года распорядители Фонда наследия Майкла Джексона подали иск против телекомпании HBO и Channel 4, требуя 100 миллионов долларов компенсации. Дело в том, что ещё в 1992 году HBO заключила контракт с Джексоном на трансляцию его концерта в Бухаресте, и Джексон включил в этот контракт пункт о том, что телекомпания HBO отныне обязуется не выпускать никакие порочащие его передачи. Распорядители Фонда сочли этот контракт нарушенным. Суд 14 декабря 2020 постановил, что телекомпания HBO выплатит Фонду (фактически семье Майкла Джексона) 100 млн $ компенсации.

## Реакция защитников Майкла Джексона
После выхода «Покидая Неверленд» в течение того же года вышло несколько фильмов-опровержений. Первый фильм вышел в США 20 марта под названием «Неверленд из первых рук: исследование документального фильма о Майкле Джексоне» (англ. Neverland Firsthand: Investigating the Michael Jackson Documentary). Получасовой фильм содержал интервью со свидетельствами в защиту Майкла Джексона, в том числе от членов семьи Джексона, и был призван указать на факты, которые  доказывают ложь в «Покидая Неверленд».
Второй получасовой фильм-опровержение, «Ложь в фильме „Покидая Неверленд“» (англ. Lies of Leaving Neverland), был призван продемонстрировать несоответствия в свидетельствах героев фильма «Покидая Неверленд», как и третий фильм-опровержение «Майкл Джексон: В погоне за правдой». В основе этих лент лежит расследование британского журналиста Майка Смоллкомба. Он нашёл несоответствия в двух историях, рассказанных в фильме «Покидая Неверленд». В первом случае было выявлено несоответствие в словах матери Робсона. Робсон рассказывал о том, что Майкл Джексон начал домогаться его, когда его семья отправилась из «Неверленда» в Гранд-Каньон. В фильме «Покидая Неверленд» мать Робсона подтверждает, что Уэйд остался во время поездки на ранчо. Однако в 2016 году мать Робсона заявила в суде, что Уэйд тогда поехал с ними, а не остался на ранчо «Неверленд». Также журналист нашёл неточности в хронологии в словах Джеймса Сейфчака. Из его рассказа следует, что ещё до 1993 года Джексон приставал к нему на станции  железной дороги, которую певец вместе с каруселями отстроил в своем поместье «Неверленд». Но железная дорога, судя по планам поместья, в то время ещё не существовала, её строительство было одобрено в сентябре 1993 года, а сам объект закончен в 1994 году. Из этих несоответствий авторы опровержений делают вывод, что герои оригинального фильма преднамеренно лгут и их истории выдуманы. Также создатели опровержений упрекают создателей оригинального фильма в представлении точки зрения лишь одной стороны и игнорировании другой стороны. Последний вышедший фильм-опровержение — «Начало: Майкл Джексон» (англ. «Square One: Michael Jackson»).
В защиту Джексона также вышла статья в Forbes. Она в целом повторяет утверждения пресс-релиза Фонда наследия Майкла Джексона. В статье также указывается на то, что дома Джексона были дважды без предупреждения подвергнуты тщательному обыску сотрудниками правоохранительных органов, однако доказательств, достаточных для обвинения, не было найдено. ФБР также проводило тщательное расследование, составило на Джексона трехсотстраничное досье, позже опубликованное согласно Закону о свободе информации, но оно также не содержит доказательств его виновности. «Объективно снятый документальный фильм дал бы возможность свидетелям быть услышанными. Вместо этого фильм Leaving Neverland отметает точку зрения сотен первоисточников в пользу обвинений, исходящих от двух мужчин, ныне противоречащих своим собственным показаниям, которые они прежде давали под присягой» — резюмирует свою статью Forbes.

## Реакция общественности
- Ряд радиостанций по всему миру отказался от проигрывания песен Джексона[24].
- Эпизод мультсериала «Симпсоны» с участием Джексона, «Совершенно безумный папа», был изъят из обращения[25].
- Рэпер Дрейк убрал из сет-листа своего тура песню «Don’t Matter to Me», записанную при участии Джексона[26].
- Вещи Джексона и его постер были убраны из Детского музея Индианаполиса[27].
- Компания Louis Vuitton отказалась выпускать вещи, вдохновленные творчеством Джексона, вошедшие в коллекцию осень/зима 2019[28].
- Художественный музей EMMA в Эспоо заявил, что не планирует отменять посвященную Джексону выставку, открытие которой было запланировано на август 2019 года[29].